# Schron w Wyżniej Bramie Chochołowskiej
Schron w Wyżniej Bramie Chochołowskiej (Schron w Dudzińcu) – jaskinia, a właściwie schronisko, w Dolinie Chochołowskiej w Tatrach Zachodnich. Wejście do niej położone jest we wschodnim zboczu doliny,  u wylotu dolinki Dudziniec, powyżej Wyżniej Bramy Chochołowskiej, na wysokości 1110 metrów n.p.m. Długość jaskini wynosi 6 metrów, a jej deniwelacja 2 metry.

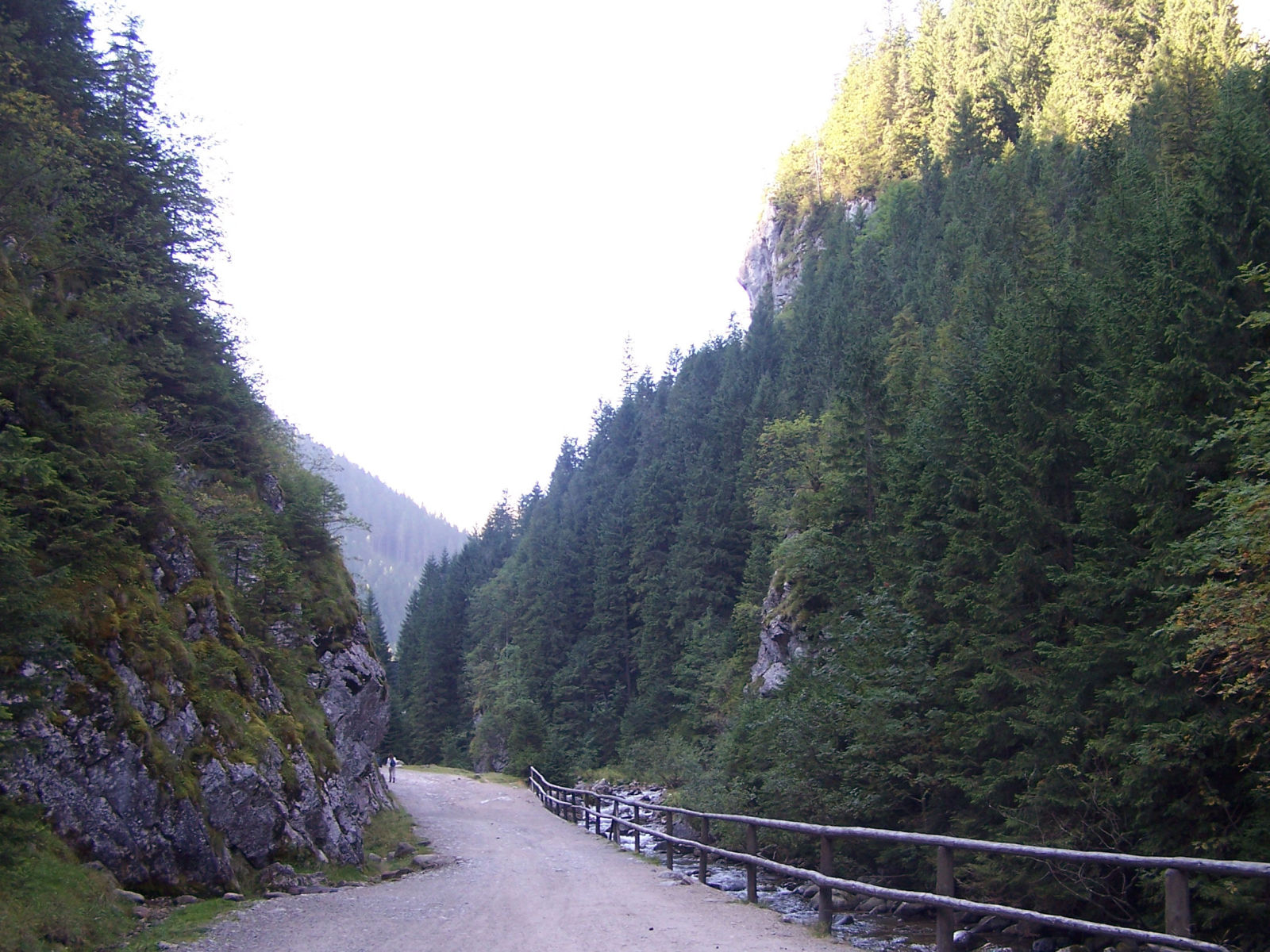
Wyżnia Brama Chochołowska

## Opis jaskini
Jaskinię stanowi wąski, szczelinowy, idący w dół korytarzyk zaczynający się w małym otworze wejściowym i kończący szczeliną nie do przejścia.

## Przyroda
W jaskini nie ma nacieków. Ściany są wilgotne, brak jest na nich roślinności.

## Historia odkryć
Brak jest danych o odkrywcach jaskini. Jej pierwszy plan i opis sporządził M. Kardaś przy pomocy J. Dmochowskiego i J. Mędzy w 1978 roku.